# Weldolet

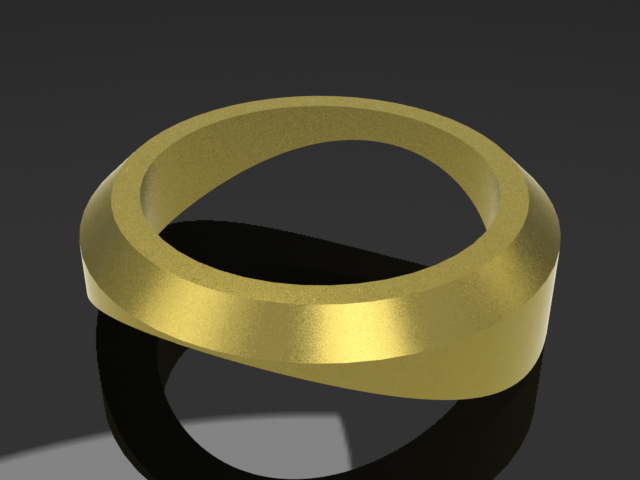
Weldolet

Ein Weldolet ist ein Bauteil, das im Rohrleitungsbau Verwendung findet.

## Einsatz
Das Weldolet ermöglicht beim Leitungsbau eine 90°-Abzweigung und stellt somit eine Alternative zum T-Stück dar. Erforderlich ist eine Bohrung im Rohr, in die das Kopfende des Weldolets eingeschweißt wird. Ein ähnlicher Bauteil mit einem anderen Abzweig-Winkel als 90°, meist 45°, wird als Latrolet bezeichnet.